# Maurice Blieck

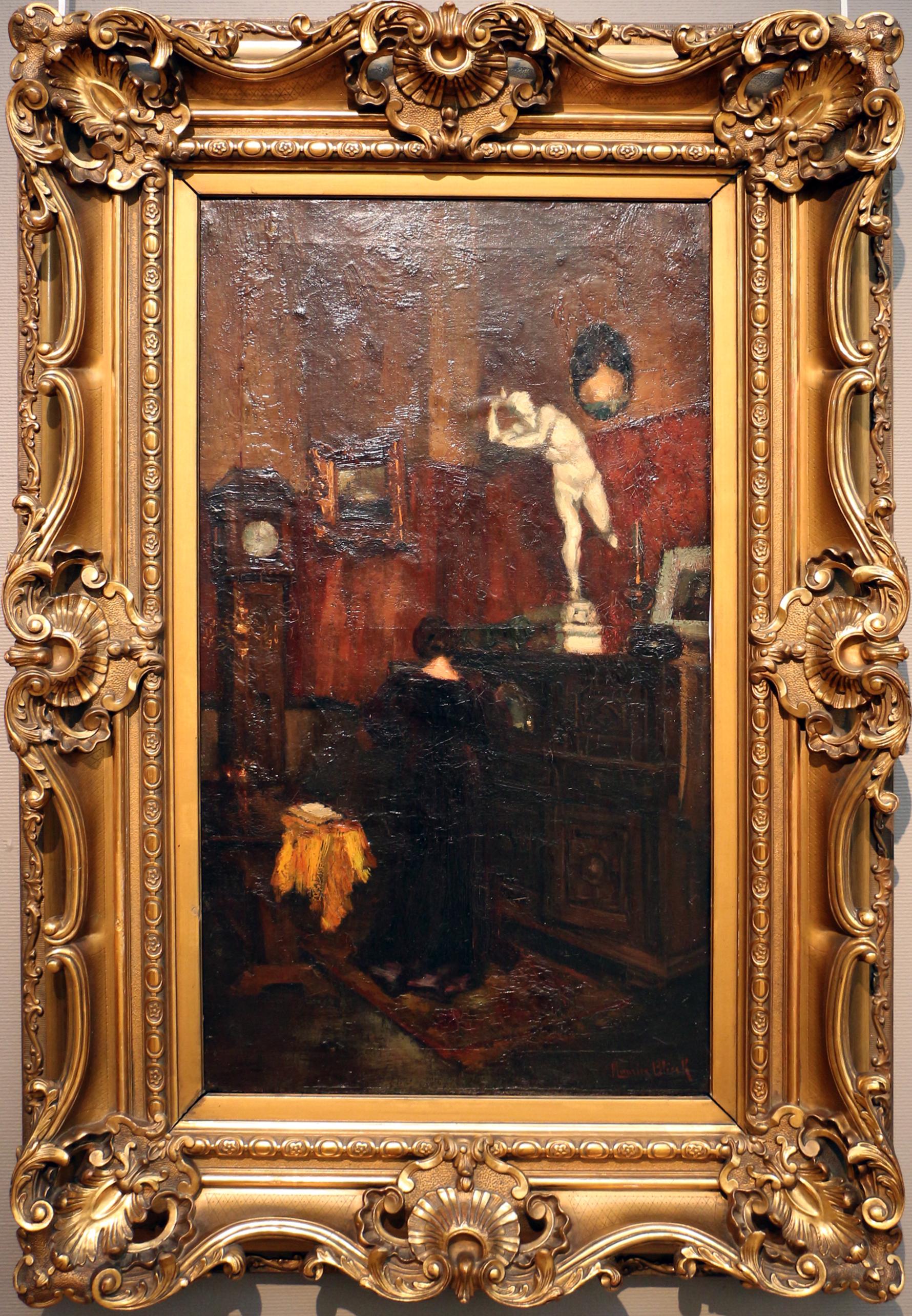
Museum van Elsene

Maurice Blieck, ook bekend als Maurits Blieck, (Laken, 13 september 1876 – Brussel, 5 februari 1922) was een Belgisch kunstschilder en etser.

## Levensloop
Hij studeerde aan de Academie voor Schone Kunsten in Brussel omstreeks 1894-1896. Na zijn studies in Brussel vervolmaakte hij zich enige tijd in Parijs.
Hij was in 1893 stichtend lid van de Brusselse kunstenaarsvereniging Le Sillon, samen met onder meer Jef Lambeaux, Alfred Bastien, Jean Laudy en Maurice Wagemans.
Gedurende de Eerste Wereldoorlog verbleef hij achtereenvolgens in Parijs en in Londen. Gedurende dit verblijf in Londen ontwikkelde hij eigen kleurpalet met delicate lichteffecten en kleurrijke, atmosferische droombeelden.

## Oeuvre
Hij zou zich profileren als schilder van portretten, figuren, landschappen, stadsgezichten, marines en havengezichten. Zijn stijl ging in de richting van een realistisch luminisme met enkele impressionistische toetsen. Hij evolueerde in de richting van het symbolisme, samen met Jules Merckaert en Paul Mathieu.
Hij schilderde portretten van onder meer zijn echtgenote, van de kunstschilder Frans Smeers en van de letterkundige Georges Eekhoud. Voor zijn landschappen werkte hij veel in de buurt van het Rooklooster buiten Brussel en in de omgeving van Genk in de Limburgse Kempen. Voor zijn havengezichten met figuren van dokwerkers trok hij naar Antwerpen.

## Tentoonstellingen
- 1893 – Salon te Brussel[1]
- 1895 – Salon Triennal de Gand, Gent
- 1896 – Salon van Le Sillon, Brussel: Pont-Neuf te Parijs en Smeltende sneeuw
- 1900 – Exposition Universelle, Parijs (Section Belge des Beaux-Arts): In de herfst
- 1907 – Salon te Brussel: Kaai onder sneeuw, Kanaal te Brussel, Intimiteit
- 1908 – Ausstellung Belgischer Kunst, Berlijn: De ontschepingsplaats
- 1909 – Lentesalon, Brussel: Rivierlandschap, Kanaal te Venetië, Staketsel in de mist en Zonsondergang in de winter
- 1910 – Deelname aan de Belgische sectie van het Internationaal Salon der Schone Kunsten op de Wereldtentoonstelling van Brussel
- 1912 – Cercle Artistique et Littéraire (Brussel), met Victor Creten
- 1920 – Cercle Artistique et Littéraire (Brussel)

## Musea
- Antwerpen, Koninklijk Museum voor Schone Kunsten
- Brugge, Stedelijke Musea (Incl. het Groeningemuseum)
- Brussel, Museum van Elsene
- Brussel, Gemeentelijke Andministratie van Schaarbeek, "Pont-Neuf à Paris" olieverf op doek 42,5 × 76 cm

## Mogelijke verwarring
Maurice Blieck mag niet verward worden met zijn stads- en tijdgenoot Maurice-Emile Blieck, bekend van zijn kleuretsen met stadsgezichten.
- RKD-Nederlands Instituut voor Kunstgeschiedenis: 9041
- Union List of Artist Names: 500041214
- Virtual International Authority File: 95948254